# Brunswick (Vermont)
Brunswick és una població dels Estats Units a l'estat de Vermont. Segons el cens del 2000 tenia 107 habitants.

## Demografia
Segons el cens del 2000, Brunswick tenia 107 habitants, 40 habitatges, i 28 famílies. La densitat de població era d'1,6 habitants per km².
Dels 40 habitatges en un 40% hi vivien nens de menys de 18 anys, en un 65% hi vivien parelles casades, en un 2,5% dones solteres, i en un 30% no eren unitats familiars. En el 20% dels habitatges hi vivien persones soles el 5% de les quals corresponia a persones de 65 anys o més que vivien soles. El nombre mitjà de persones vivint en cada habitatge era de 2,68 i el nombre mitjà de persones que vivien en cada família era de 3,25.
Per edats la població es repartia de la següent manera: un 29,9% tenia menys de 18 anys, un 5,6% entre 18 i 24, un 26,2% entre 25 i 44, un 29% de 45 a 60 i un 9,3% 65 anys o més.
L'edat mediana era de 40 anys. Per cada 100 dones de 18 o més anys hi havia 120,6 homes.
La renda mediana per habitatge era de 21.250 $ i la renda mediana per família de 31.250 $. Els homes tenien una renda mediana de 15.833 $ mentre que les dones 15.000 $. La renda per capita de la població era de 12.925 $. Entorn del 23,1% de les famílies i el 29,1% de la població estaven per davall del llindar de pobresa.